# Archive for Research in Archetypal Symbolism
O Archive for Research in Archetypal Symbolism (ARAS) (traduzido em português, seria Arquivo de Pesquisa em Simbolismo Arquetípico) é uma coleção enciclopédica de imagens arquetípicas que consiste em fotografias de obras de arte, imagens rituais e artefatos de tradições sagradas e arte contemporânea de todo o mundo. O arquivo é hospedado pelo National ARAS, com membros institucionais em Nova York, Los Angeles, Chicago e San Francisco.

## Visão geral
O arquivo ARAS contém cerca de 17.000 imagens fotográficas coletadas ao longo de mais de sessenta anos, cada uma acompanhada de comentários acadêmicos. O comentário inclui uma descrição da imagem com uma história cultural que a coloca em contexto histórico e geográfico, um aspecto importante para entender e trabalhar com imagens arquetípicas. Onde aplicável, o comentário coloca a imagem em foco por seu significado psicológico e simbólico moderno, além de incluir frequentemente uma bibliografia para leitura relacionada e um glossário de termos técnicos.
O arquivo possui repositórios físicos nas cidades de seus hospedeiros de membros institucionais; também está disponível online (o acesso online requer uma assinatura) e as imagens são indexadas com palavras-chave, incluindo termos históricos, culturais, geográficos e outros termos úteis.[carece de fontes?] O ARAS também publica um periódico online trimestral conectando arte, cultura e psicologia profunda a partir de uma perspectiva multidisciplinar que pode ser assinada gratuitamente em seu site, aras.org.

## Uso
O arquivo ARAS é projetado e usado por estudantes e estudiosos para pesquisa, por artistas e designers como um livro de consulta de motivos e formas iconográficas, por indivíduos interessados em comunalidades na mitologia, imagens de sonhos e visão que transcenda nação e ideologia, e por profissionais da psicologia profunda ou outras perspectivas psicológicas que desejam aprimorar seus conhecimentos sobre o simbolismo arquetípico.
Entre os estudiosos que visitaram ou fizeram uso dos recursos do ARAS estão Erich Neumann, que em A Grande Mãe: Uma Análise do Arquétipo (Princeton, 1955) garimpou o ARAS por imagens de deusas antigas para explorar o arquétipo do feminino conforme ele evoluiu ao longo dos séculos da antiga Suméria e Egito para a era moderna.   Dois volumes foram publicados contendo uma pequena fração das imagens mantidas pelo ARAS, intituladas An Encyclopedia of Archetypal Symbolism.

## História
O ARAS foi iniciado - e levantado a mais de seis mil imagens - pela espiritualista e estudiosa Olga Fröbe-Kapteyn, que fundou as conferências Eranos em 1933. Cada conferência teve um tema, e Fröbe-Kapteyn coletou imagens para ilustrar o tópico de cada reunião anual. Em 1946, Olga Froebe-Kapteyn entregou sua coleção de artefatos pictóricos ao Instituto Warburg, em Londres, e duplicatas fotográficas foram entregues ao Instituto C. G. Jung, em Zurique, e à Bollingen Foundation, em Nova York. A coleção em Nova York foi editada e ulteriormente desenvolvida, incluindo a coleta, escolha e classificação do material e o desenvolvimento de folhas de estudo detalhadas para cada imagem. Esse arquivo de Nova York acabou sendo renomeado como Arquivo de Pesquisa em Simbolismo Arquetípico e foi adquirido pela Fundação C. G. Jung de Nova York (coleções de espelhos existem nos Institutos C. G. Jung em San Francisco e Los Angeles). A estreita associação do ARAS com os Institutos Jung "não é porque um ponto de vista simbólico é limitado aos junguianos, mas porque Jung era o proponente particular de um ponto de vista amplamente arquetípico que insiste em conexões transpessoais e simbólicas que transcendem as fronteiras culturais e teológicas. Essa perspectiva está no coração do arquivo".
O ARAS contém mais de 17.000 imagens de todas as épocas da história da humanidade, das eras paleolítica e neolítica, da Índia antiga, Ásia Menor, Egito e Micenas, de pequenas sociedades tribais a grandes impérios. As folhas de estudo que acompanham cada imagem fornecem uma descrição detalhada da imagem, uma história cultural para colocá-la em contexto, um comentário arquetípico que examina o significado psicológico moderno da imagem e oferece inúmeras referências transculturais a conceitos/imagens relacionados, uma bibliografia para leitura relacionada e um glossário de termos técnicos. Esta documentação detalhada torna a biblioteca de imagens acessíveis ao leigo, bem como ao especialista acadêmico, embora, conforme as notas da página da ARAS, "Não há  suposição entre aqueles que trabalham neste campo que eles tenham encontrado o único caminho interpretar o simbolismo arquetípico. O símbolo está sempre se recriando novamente na imaginação daqueles que o experimentam".

## ARAS online
Embora por muitos anos o arquivo tenha sido acessível apenas por visita pessoal a um dos três locais, Nova York, São Francisco e Los Angeles, a digitalização do arquivo o tornou acessível a qualquer pessoa com um computador conectado por meio de um navegador da Web à Internet. O ARAS online é construído sobre um poderoso mecanismo de pesquisa acessível através de uma interface de usuário intuitiva e auxiliado por recursos de referência, como a linha do tempo cultural do ARAS. Essa linha do tempo mostra as imagens selecionadas colocadas no tempo histórico, e um clique no marcador "ao vivo" para uma imagem específica abre essa imagem e seu conteúdo descritivo.
O conteúdo online do ARAS está disponível apenas para membros. A associação custa US$100 por ano, ou U$25 para estudantes e acadêmicos específicos. ARAS também tem presença nas mídias sociais e é uma organização sem fins lucrativos.